# Церква Святого Петра (Цюрих)
Церква Святого Петра (Kirche St. Peter) — кірха у швейцарському місті Цюриху, найстаріша церква міста. Належить до Швейцарської Реформатської Церкви.
Церква знаменита своїм великим баштовим годинником — найбільшим у Європі: діаметр циферблату становить 8,7 метрів, хвилинна стрілка дорівнює майже 4 метрам.

## З історії кірхи
У ході археологічних розкопок вдалося виявити більш ранню церкву, що стояла на місці сучасної церкви Святого Петра в Цюриху, що датувалася приблизно VIII—IX століттям.
Ця культова споруда була замінена новою церквою, в романському стилі, приблизно в 1000 році. Значної реконструкції вже ця споруда зазнала в 1230 році — її зовнішній вигляд став відчутно пізньороманським, з готичними мотивами, — власне майже в такому вигляді храм дійшов до наших днів.
Першого незалежного міського голову Цюриха — Рудольфа Бруна (Rudolf Brun) — було поховано в храмі 1360 року.
Нава церкви була знову перебудована в 1460 році — тепер уже в готичному стилі.
Храмову будівлю урочисто освятили в 1706 році як першу швейцарську протестантську церкву.
Аж до 1911 року вежа церкви правила за сигнальну вежу при пожежі.
У період 1970—75 років у церкві Святого Петра в Цюриху тривали реставраційні роботи.
Нині (2000-ні) башта Церкви є власністю міста, а нава — діючим храмом-приходом Святого Петра Швейцарської Реформатської Церкви.

## Галерея

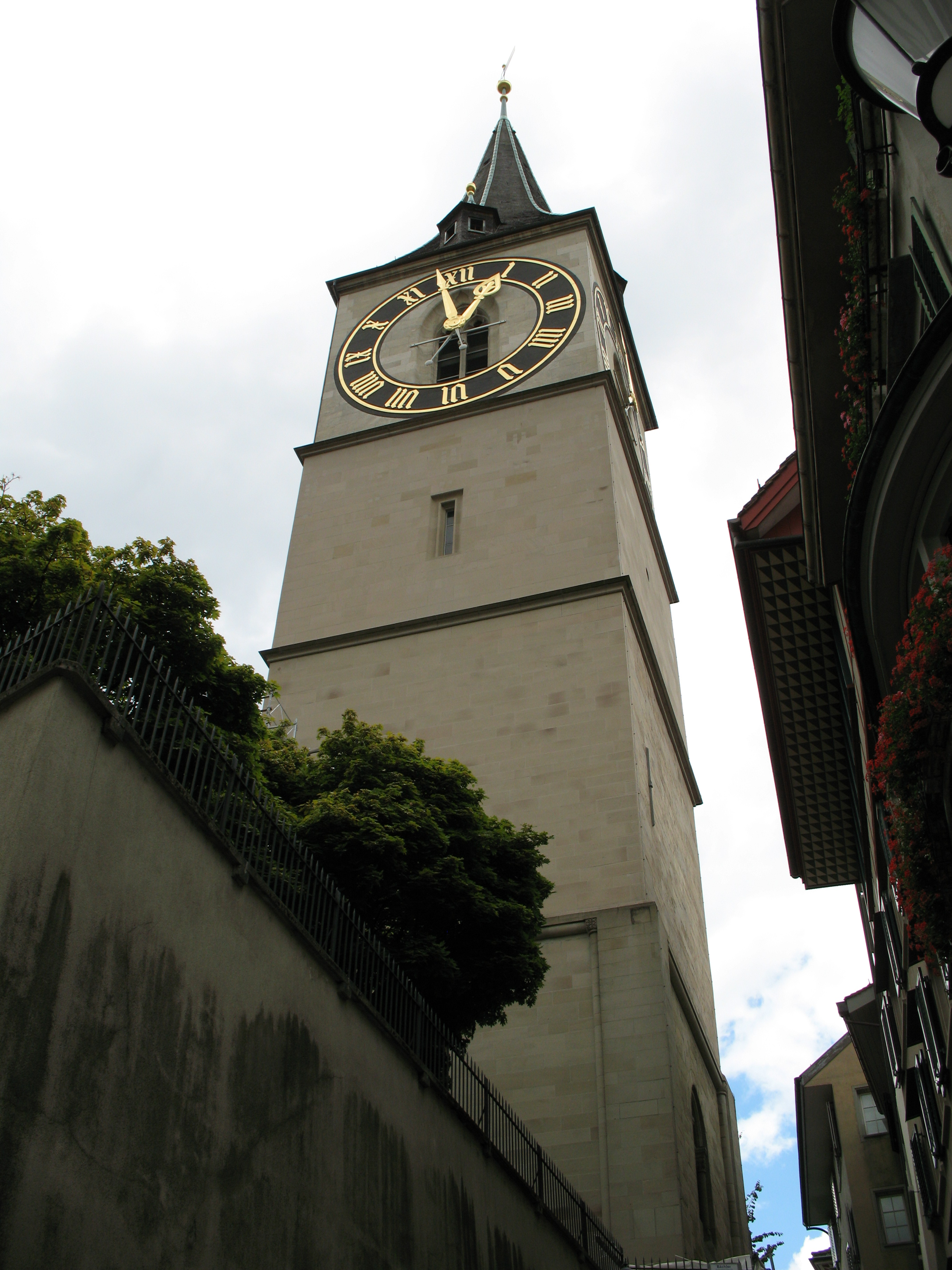
Башта церкви Святого Петра в Цюриху
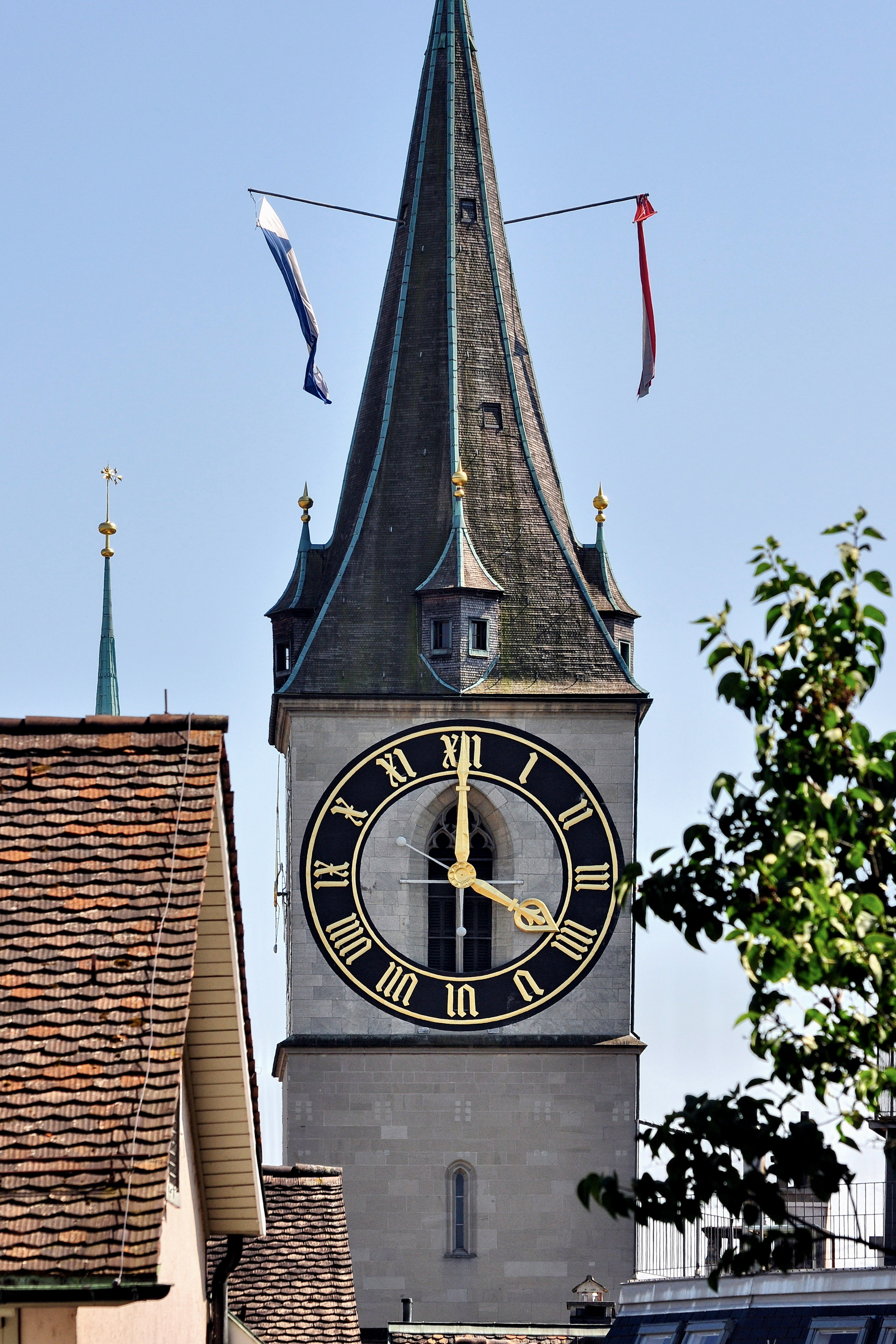
Годинник церкви Святого Петра є найбільшим у Європі.
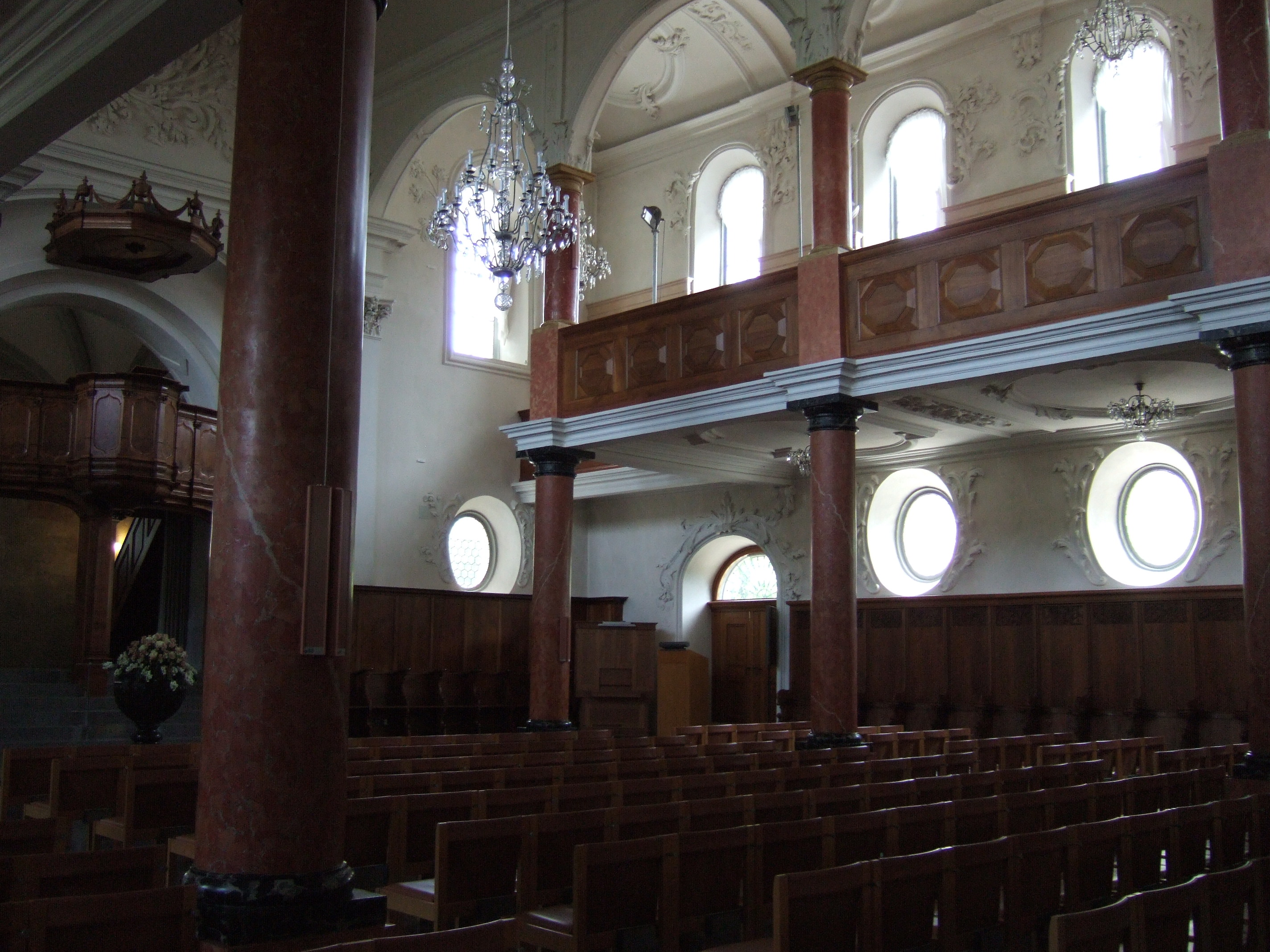
Вид частини інтер'єру від центрального входу церкви
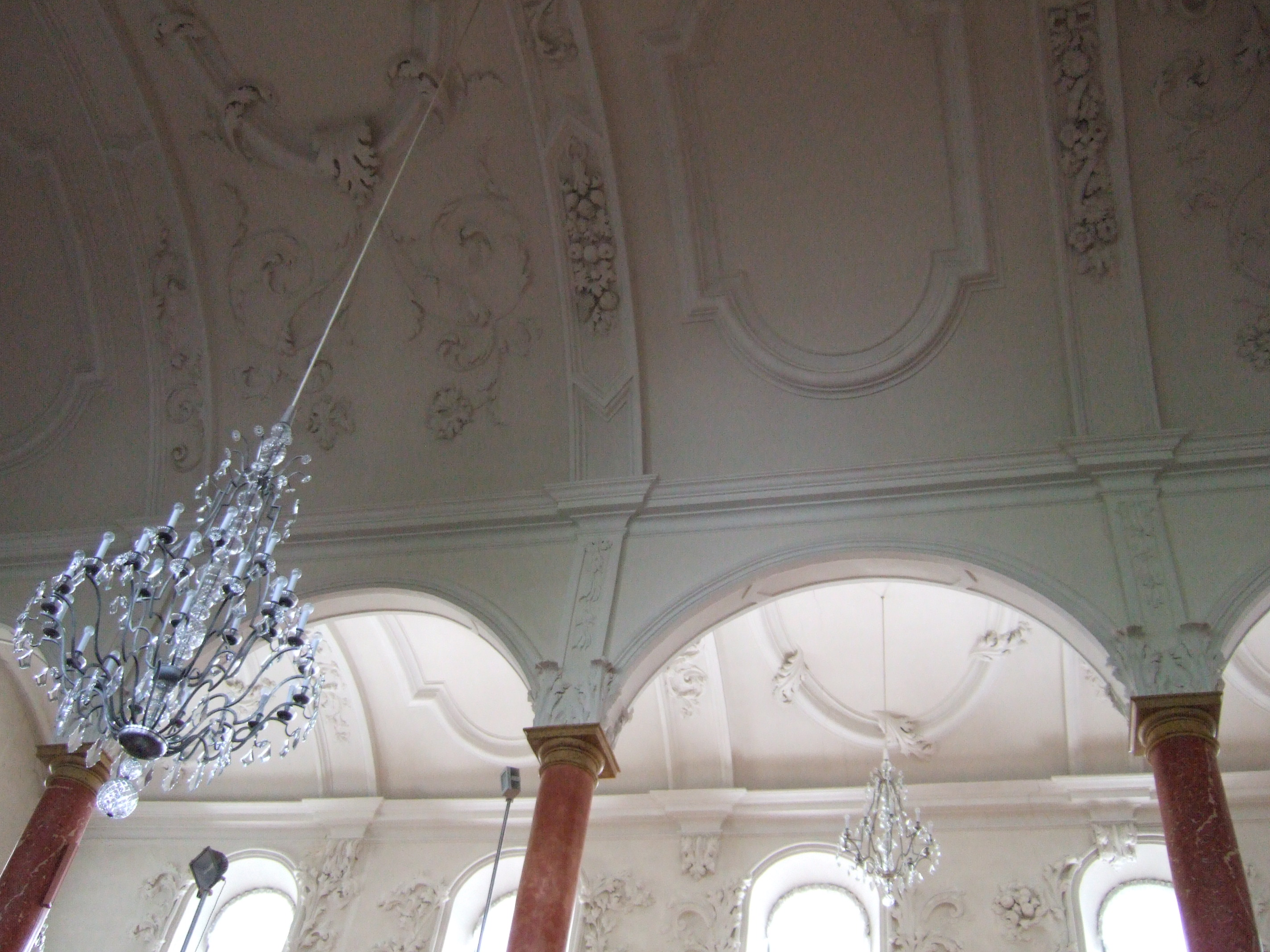
Стеля церкви